# Kim Do-kyun
Kim Do-Kyun (Yeongdeok, 13 januari 1977) is een voormalig Zuid-Koreaans voetballer.

## Carrière
Kim Do-Kyun speelde tussen 1999 en 2006 voor Ulsan Hyundai FC, Kyoto Purple Sanga, Seongnam Ilhwa Chunma en Chunnam Dragons.

## Zuid-Koreaans voetbalelftal
Kim Do-Kyun debuteerde in 1999 in het Zuid-Koreaans nationaal elftal en speelde 10 interlands.